# Pherotesia
Pherotesia is een geslacht van vlinders van de familie spanners (Geometridae), uit de onderfamilie Ennominae.

## Soorten
- P. alterata Warren, 1905
- P. bifurca Rindge, 1964
- P. caeca Rindge, 1964
- P. coiffaiti Herbulot, 1990
- P. condensaria Guenée, 1858
- P. confusata Walker, 1862
- P. cristata Herbulot, 1976
- P. falcis Rindge, 1964
- P. flavicincta Warren, 1905
- P. funebris Schaus, 1912
- P. gaviota Dognin, 1895
- P. hamata Rindge, 1964
- P. liciata Dognin, 1911
- P. lima Rindge, 1964
- P. lunata Rindge, 1964
- P. maculiplaga Dognin, 1916
- P. malinaria Schaus, 1901
- P. potens Warren, 1905
- P. simulatrix Rindge, 1964
- P. subjecta Warren, 1905
- P. subsimilis Dognin, 1912
- P. suffumosa Dognin, 1911
- P. supplanaria Dyar, 1913
- P. ultrasimilis Rindge, 1964